# Sinopesa ninhbinhensis
Espèce
Sinopesa ninhbinhensis est une espèce d'araignées mygalomorphes de la famille des Nemesiidae.

## Distribution
Cette espèce est endémique de la province de Ninh Bình au Viêt Nam,. Elle se rencontre dans le parc national de Cuc Phuong.

## Description
Le mâle holotype mesure 7,55 mm.

## Étymologie
Son nom d'espèce, composé de ninhbinh et du suffixe latin -ensis, « qui vit dans, qui habite », lui a été donné en référence au lieu de sa découverte, la province de Ninh Bình.

## Publication originale
- Li & Zonstein, 2015 : Eight new species of the spider genera Raveniola and Sinopesa from China and Vietnam (Araneae, Nemesiidae). ZooKeys, no 519, p. 1-32 (texte intégral).